# آیت اوفاقا
ایت اوفاقا (به فرانسوی: Ait Ouafqa) یک منطقهٔ مسکونی در مراکش است که در سوس ماسه درعه واقع شده‌است.

## خصوصیات
ایت اوفاقا ۵٬۴۷۲ نفر جمعیت دارد.